# Engine Alliance GP7000
L'Engine Alliance GP7200, denominato inizialmente come GP7000, è un motore aeronautico a turboventola costruito dalla Engine Alliance, società che costruisce motori aeronautici basandosi sulle tecnologie del primo e terzo maggiori produttori mondiali di motori aeronautici, la General Electric e la Pratt & Whitney; alla realizzazione partecipa anche la Snecma con una quota del 10%.

## Progettazione
Progettato inizialmente per essere impiegato sul Boeing 747X (B747-500/-600), mai costruito, questo motore è stato riproposto per l'Airbus A380; è basato sul General Electric GE90 ma con ventola e scatola ingranaggi di riduzione modificati.
In competizione col Rolls-Royce Trent 900 per l'appalto sull'A380, nel 2007 aveva una quota di mercato del 47%, cresciuta al 54% nel 2010, soprattutto grazie agli ordini di Emirates.
I test per le certificazioni FAA sono cominciati in aprile 2004 e il motore è stato avviato per la prima volta il 14 agosto 2004. Il motore è stato ammesso al mercato commerciale il 4 gennaio 2006. Il 25 agosto, dello stesso anno, è stato testato per la prima volta su un A380 (MSN 009), il test si è svolto presso l'aeroporto di Tolosa Blagnac in circa 4 ore di volo dove sono stati testati comportamento in volo, velocità di crociera, in seguito è stato eseguito un RTO (rejected take off, Decollo annullato) sullo stesso velivolo.

## Versioni
GP7270versione per l'Airbus A380-861 passeggeri (311 kN)
GP7277versione per l'Airbus A380-863F cargo (343 kN)

## Dettagli
| Caratteristiche           | GP7270                                                 | GP7277                                                 |
| ------------------------- | ------------------------------------------------------ | ------------------------------------------------------ |
| Spinta al decollo:        | (SLS, ISA) Flat rated 86F (30C) 70 000 lbf (311 kN)    | (SLS, ISA) Flat rated 86F (30C) 77 000 lbf (343 kN)    |
| Spinta a VC:              | 35 000 ft (10 668 m) 0,85 Mn ISA 12 633 lbf (56 kN)    | 35 000 ft (10 668 m) 0,85 Mn ISA 13 700 lbf (61 kN)    |
| Rumore:                   | 25,6 dB margin to Stage 3                              | 22,9 dB margin to Stage 3                              |
| Emissioni:                | NOx 51,6 HC 5,4 CO 44,9 g/kN                           | NOx 56,5 HC 4,8 CO 40,9 g/kN                           |
| OPR (tangenza max):       | 43,9                                                   | 45,6                                                   |
| BPR (cruise):             | 8,7                                                    | 8,7                                                    |
| Thrust setting parameter: | N1                                                     | N1                                                     |
| Lunghezza:                | 187 in (475 cm)                                        | 187 in (475 cm)                                        |
| Diametro:                 | 124 in (316 cm)                                        | 124 in (316 cm)                                        |
| Diametro ventola:         | 116 in (294,64 cm)                                     | 116 in (294,64 cm)                                     |
| Stadi:                    | FAN 1 LPC 5 HPC 9 Single Annular Combustor HPT 2 LPT 6 | FAN 1 LPC 5 HPC 9 Single Annular Combustor HPT 2 LPT 6 |

## Incidenti
Il 30 settembre 2017 il Volo Air France 66, un Airbus A380 registrato F-HPJE ha subito problemi al motore n.4 tipo GP7270, l'aereo ha effettuato un atterraggio di emergenza all'Aeroporto di Goose Bay.